# Luxemburgse parlementsverkiezingen 1925
De Luxemburgse parlementsverkiezingen van 1925 werden op 1 maart 1925 gehouden in het Groothertogdom Luxemburg.
Ofschoon de rooms-katholieke Parti de la Droite (Rechtse Partij) ten opzichte van de vorige verkiezingen iets achteruit ging, bleef zij gemakkelijk de grootste, daar de voorheen krachtige Ligue Libérale (Liberale Liga) uiteen was gevallen in kleinere liberale partijen. De verkiezingen verliepen ook niet goed voor de Lëtzebuerger Sozialistesch Aarbechterpartei (Luxemburgse Socialistische Arbeiderspartij).

## Uitslag
| Partij  | Partij                                     | Zetels |
| ------- | ------------------------------------------ | ------ |
|         | Rechtse Partij                             | 22     |
|         | Luxemburgse Socialistische Arbeiderspartij | 17     |
|         | Radicaal-Socialistische Partij             | 5      |
|         | Nationale Onafhankelijkheidspartij         | 3      |
|         | Radicale Partij                            | 3      |
|         | Onafhankelijke Partij van het Oosten       | 2      |
|         | Linkse Liberalen                           | 1      |
|         | Overigen                                   | 3      |
| Totaal: | Totaal:                                    | 47     |